# Cala de la Polacra
La cala de la Polacra se encuentra en el municipio de Níjar (Almería, Andalucía, España).
Playa catalogada como Zona A2 en el PORN de 2008.